# Veliki vrh (Žirovnica)
Il monte Veliki con 2.060 m s.l.m. è una montagna della catena delle Caravanche situata nei comuni di Radovljica e Žirovnica.